# Lena Holmquist Olausson
Lena Holmquist (tidigare Holmquist Olausson), född 1953, är en svensk arkeolog specialiserad på vikingatiden. Holmquist disputerade 1993 vid Stockholms universitet på en avhandling om Birka. Hon är knuten till Arkeologiska forskningslaboratoriet som forskare, docent och metallkonservator.
Holmquist är främst känd för sina insatser som Birkaforskare men hon har även arbetat med material från Sigtuna, Södertörn, Hedeby och Makedonien. 

## Publikationer i urval
- 1993 – Aspects on Birka: investigations and surveys 1976-1989. Stockholm
- 2001 – Den förste kände Sigtunabiskopens begravning. Biskopen i museets trädgård. Sigtuna
- 2007 – Curious birds – two helmet (?) mounts with a Christian motif from Birka's garrison. Cultural interaction between east and west: archaeology, artefacts and human contacts in northern Europe. Stockholm